# Reprezentacja Białorusi w piłce ręcznej kobiet
Reprezentacja Białorusi w piłce ręcznej kobiet – narodowy zespół piłkarek ręcznych Białorusi. Reprezentuje swój kraj w rozgrywkach międzynarodowych od 1991.

## Turnieje

### Udział wmistrzostwach świata
| Rok  | Wynik | Źródło |
| ---- | ----- | ------ |
| 1993 | –     |        |
| 1995 | –     |        |
| 1997 | 16.   |        |
| 1999 | 14.   |        |
| 2001 | –     |        |
| 2003 | –     |        |
| 2005 | –     |        |
| 2007 | –     |        |
| 2009 | –     |        |
| 2011 | –     |        |
| 2013 | –     |        |
| 2015 | –     |        |
| 2017 | –     |        |
| 2019 | –     | "      |

### Udział wmistrzostwach Europy
| Rok  | Wynik | Źródło |
| ---- | ----- | ------ |
| 1994 | –     |        |
| 1996 | –     |        |
| 1998 | –     |        |
| 2000 | 11.   |        |
| 2002 | 16.   |        |
| 2004 | 16.   |        |
| 2006 | –     |        |
| 2008 | 12.   |        |
| 2010 | –     |        |
| 2012 | –     |        |
| 2014 | –     |        |
| 2016 | –     |        |
| 2018 | –     |        |